# مایکل دینر
مایکل دینر (انگلیسی: Michael Dinner؛ زادهٔ ۵ ژوئن ۱۹۵۳) کارگردان فیلم، فیلم‌نامه‌نویس، تهیه‌کننده فیلم و تهیه‌کننده تلویزیونی اهل ایالات متحده آمریکا است.
وی همچنین برندهٔ جوایزی همچون جوایز امی ساعات پربیننده و جایزه امی ساعات پربیننده برای بهترین کارگردانی مجموعه تلویزیونی کمدی شده‌است.